# Coptoeme krantzi
Coptoeme krantzi är en skalbaggsart som först beskrevs av William Lucas Distant 1898.  Coptoeme krantzi ingår i släktet Coptoeme och familjen långhorningar.
Artens utbredningsområde är:
- Moçambique.
- Zimbabwe.

Inga underarter finns listade i Catalogue of Life.